# A Knight's Tale
A Knight's Tale is een Amerikaanse actie/komediefilm uit 2001. De film ontleent zijn titel aan The Knight's Tale, een verhaal uit  The Canterbury Tales van Geoffrey Chaucer.
A Knight's Tale won een Golden Trailer Award voor beste actiefilm en Taurus World Stunt Awards voor het hardste contact (in het steekspel) en voor het beste werk waarin een dier betrokken is (voor de ridder die in het steekspel met een paard over zich heen over de reling gaat).

## Verhaal
Als Sir Ector overlijdt, komen zijn drie schildknapen er alleen voor te staan en zitten ze zonder inkomen. William Thatcher vat dan het plan op om zelf in het harnas te kruipen om toch deel te kunnen nemen aan de middeleeuwse toernooien. Daarbij moet hij aan vervalste papieren zien te komen en een adellijke naam nemen. Ze ontmoeten Geoffrey Chaucer, een goed ontwikkelde jongeman die beweert voor een adellijke titel te kunnen zorgen, en zo wordt de naam Sir Ulrich von Liechtenstein verzonnen. William alias Ulrich weet diverse toernooien te winnen totdat hij Adhemar tegenkomt, die van hem wint. Echter, hij ontmoet Lady Jocelyn, die als een blok voor hem valt. Zijn rivaal Adhemar keert terug naar het front en Ulrich gaat weer verder met diverse toernooien te winnen. Het blijft wel aan hem knagen om Adhemar te verslaan. Die kans krijgt hij op een grootschalig toernooi in Londen.

## Rolverdeling
- Heath Ledger ..als William Thatcher
- Mark Addy ..als Roland
- Shannyn Sossamon ..als Lady Jocelyn
- Alan Tudyk ..als Watt
- Rufus Sewell ..als Adhemar van Anjou
- Paul Bettany ..als Geoffrey Chaucer
- Laura Fraser ..als Kate
- James Purefoy ..als Richard
- Bérénice Bejo ..als Christiana, de loyale vriendin en hofdame van Jocelyn

## Trivia
- De film wordt ondersteund door muziek van Queen's We Will Rock You en David Bowie's Golden Years.

- De film is losjes gebaseerd op een verhaal in het boek The Canterbury Tales van Geoffrey Chaucer. Alleen het personage van Chaucer werd ook verwerkt in de film en gespeeld door Paul Bettany.